# Sinariola
Sinariola là một chi bướm đêm thuộc họ Erebidae.